# Kim Cobb
Kim Cobb (Madison, 1974) es una climatóloga estadounidense, profesora de la Escuela de Ciencias de la Tierra y la Atmósfera del Instituto de Tecnología de Georgia, y becaria de la Facultad de Energía de Georgia. Está particularmente interesada en la oceanografía, la geoquímica y en la modelización del paleoclima.

## Educación
Cobb creció en Pittsfield, Massachusetts. Se interesó en la oceanografía después de asistir a una escuela de verano en la Institución Oceanográfica de Woods Hole. Estudió biología y geología en la Universidad Yale, donde fue cada vez más consciente de las causas antropogénicas del cambio climático. Dejó su primera opción para estudiar medicina y solicitó un programa de verano en el Scripps Institution of Oceanography, donde se graduó en 1996. Cobb completó su doctorado en oceanografía en 2002, investigando eventos de El Niño en un núcleo de sedimento de Santa Bárbara. Estuvo dos años en el Instituto de Tecnología de California realizando su posdoctorado antes de unirse al Instituto de Tecnología de Georgia como profesora ayudante en 2004. Ha publicado más de 100 publicaciones revisadas por pares en revistas influyentes. Se convirtió en profesora titular en 2015 y supervisa a varios estudiantes de doctorado y maestría.

## Investigación

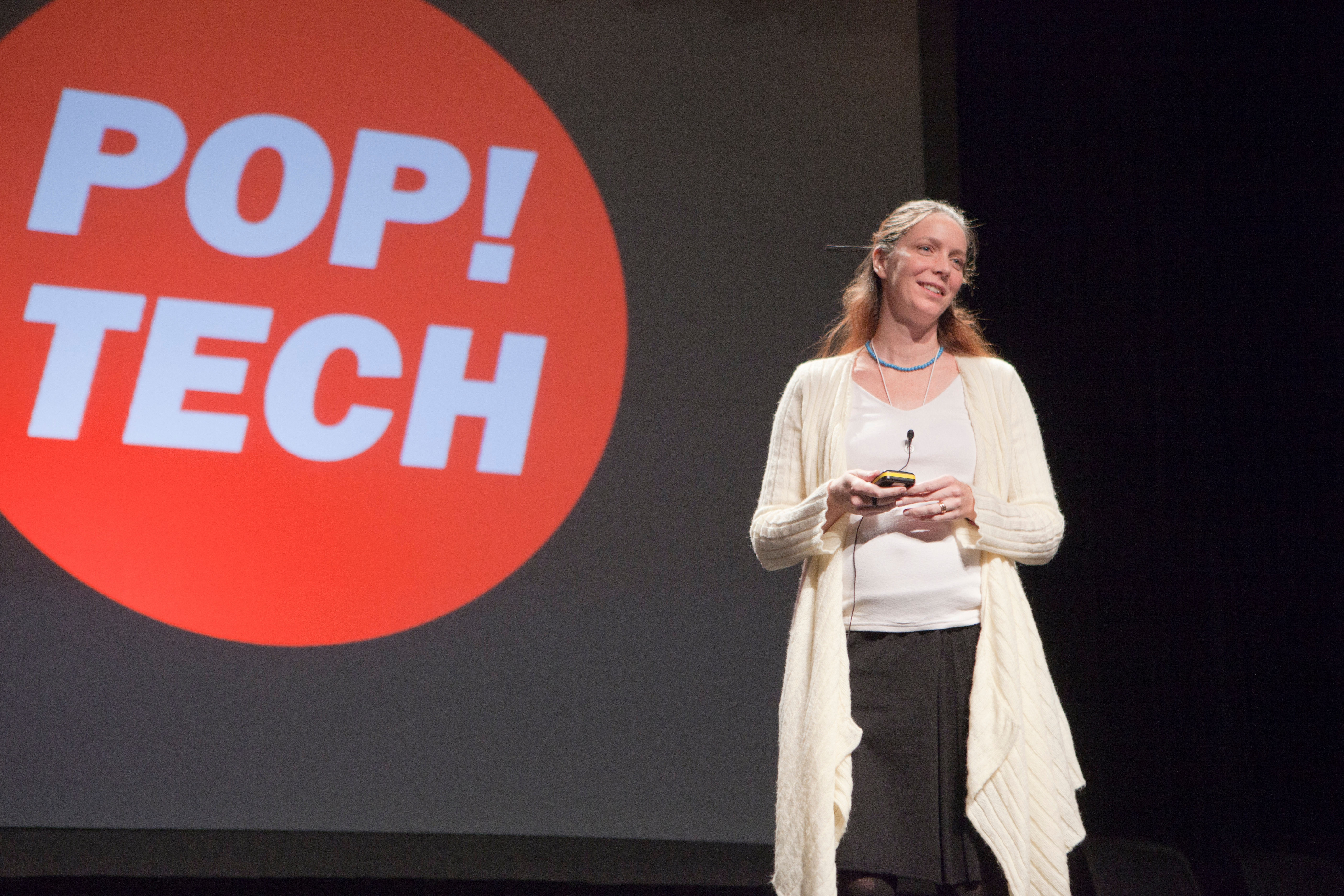
Kim Cobb en PopTech 2010.

El grupo de Cobb busca entender el cambio climático global e identificar las causas naturales y antropogénicas. La investigación de Cobb la ha llevado en varios viajes oceanográficos alrededor del Pacífico tropical y expediciones de espeleología de los bosques lluviosos de Borneo. Se centra en los corales y las estalagmitas de las cuevas, en particular las de los últimos siglos. Su grupo genera registros de alta resolución de las muestras que recolecta, monitoreando la variabilidad climática, creando modelos y caracterizando la variabilidad en el Pacífico y Borneo. Ella y su equipo recolectaron antiguos fragmentos de coral de las islas de Kiribati y Palmira, los envejecieron con uranio-torio y luego utilizaron el ciclo de relación isotópica de oxígeno para medir la intensidad de los eventos de El Niño en los últimos 7.000 años. Cobb es miembro del consejo editorial de Geophysical Review Letters.

## Política y compromiso público
Cobb es miembro del Panel de Ciencia Climática de la Asociación Estadounidense para el Avance de la Ciencia (AAAS), del Panel Internacional CLIVAR del Pacífico y del Panel Internacional de Intersección PAGES-CLIVAR. Es miembro del consejo asesor del Instituto Leshner para la Participación Pública de la AAAS.
Cobb es una defensora de la divulgación con las comunidades, y da conferencias de forma regular en escuelas, universidades y otros espacios públicos, sobre la ciencia del clima. Ha estado involucrada con la política y es escritora de varios artículos de interés público sobre el cambio climático, tratando de inspirar a otros científicos del clima para que participen en el debate internacional. Ha aparecido en el documental de Showtime Planeta en peligro, que ha ganado varios premios Emmy. En Real Scientists, Cobb defiende el estudio del paleoclima: "El registro instrumental del clima es demasiado corto para identificar algunos de los cambios más importantes en el clima bajo el efecto invernadero. Los datos del paleoclima están llegando al rescate, observando sequías pasadas, eventos extremos y cambios en el nivel del mar". Cobb hizo una presentación en la Marcha por la Ciencia en Atlanta, Georgia, en abril de 2017.

## Diversidad
En el Instituto de Tecnología de Georgia, Cobb es profesora avanzada de "Diversidad institucional", como parte de los esfuerzos de la Fundación Nacional de Ciencia para aumentar la representación y el avance de las mujeres en la ciencia y la ingeniería.

## Reconocimientos
Desde el principio de su carrera, Cobb ha recibido varios premios. En 2007, ganó el premio NSF CAREER que otorga la Fundación Nacional para la Ciencia y el Georgia Tech Education Partnership Award. Un año después, fue reconocida como una de las mejores científicas jóvenes de la nación, ganando el Premio Presidencial de Carreras Incipientes para Científicos e Ingenieros (PECASE). En 2009, Cobb recibió una beca Kavli 'Frontiers of Science', que otorga el Institute for Particle Astrophysics and Cosmology.[cita requerida] En 2010, ganó el premio EAS Undergraduate Research Mentor Award y la beca Poptech Science and Public Leadership Fellowship.[cita requerida] Además, en 2011, Cobb fue invitada al Evento de Políticas de Flexibilidad en el Lugar de Trabajo de la Casa Blanca.